# Pneumatologie

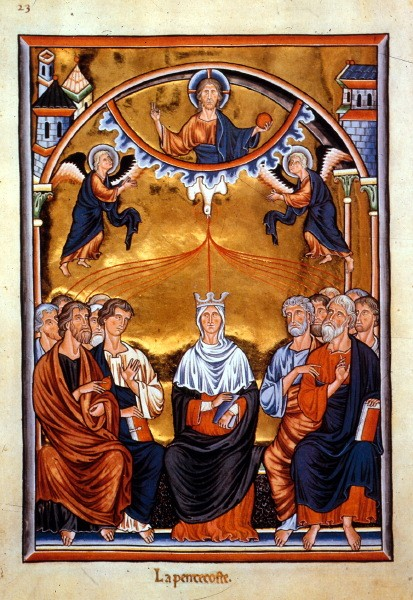
Seslání Ducha Svatého (okolo roku 1200)

Pneumatologie je podobor systematické teologie, který se zabývá zkoumáním významu Ducha Svatého v eschatologii. Řecké slovo pneuma (πνεύμα) znamená dech, což v přeneseném významu znamená duchovní (nemateriální) bytost nebo vanutí. Dotýká se především christologie a tzv. vylití Ducha Svatého a působení Ducha ve věřícím člověku.

## Charakteristika
Duch byl do 19. století považován především za zdroj milosti či víry, a proto byla pneumatologie zařazována do traktátu o milosti, eventuálně do učení o přivlastnění spásy. Souvislost pneumatologie s eschatologií sice byla ve 20. století rozpoznána, a to převážně mezi reformovanými autory, kteří se mohli opřít o Kalvínovu teologii, v níž hraje Duch Svatý stěžejní úlohu, i když mnohem více v protologii než v eschatologii 